# Zpravodajská loď typu 815
Typ 815 (v kódu NATO: třída Dongdiao) je třída zpravodajských lodí Námořnictva Čínské lidové osvobozenecké armády. Plavidla jsou schopna provádět signálové zpravodajství (SIGINT). Jejich konstrukce je postupně zdokonalována. Do roku 2018 bylo postaveno devět jednotek této třídy. Ve službě jsou od roku 1999.

## Stavba

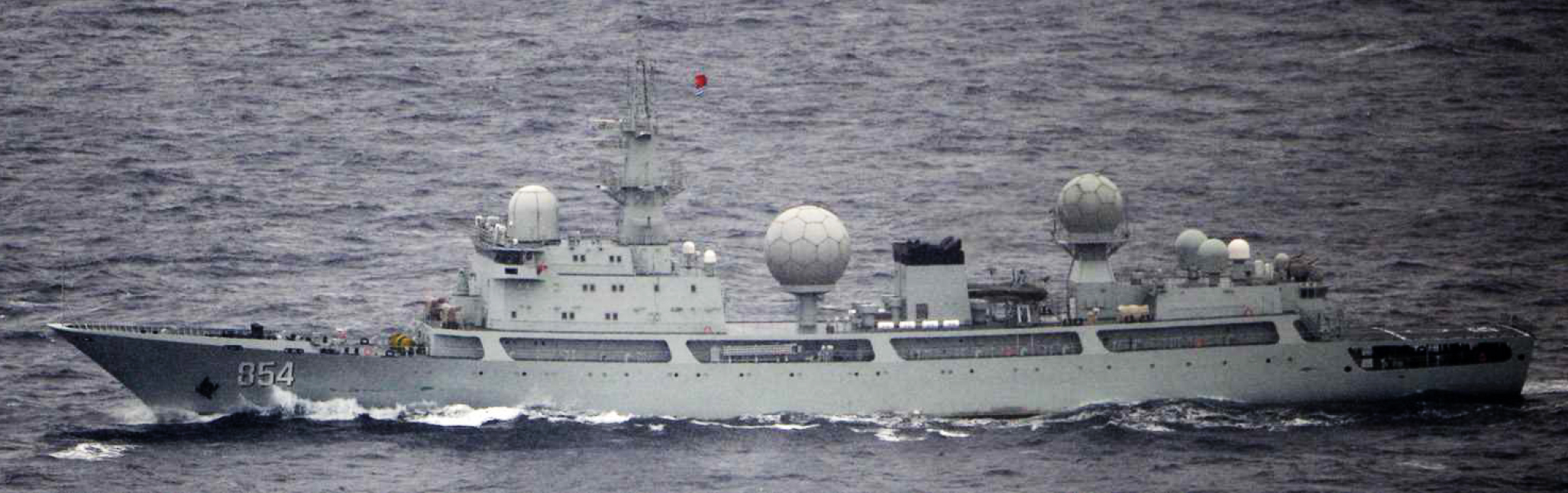
Tchien-lang Sing (854)

Všechny jednotky této třídy staví čínská loděnice Hudong-Zhonghua v Šanghaji. Prototypová jednotka typu 815 byla do služby přijata roku 1999. V letech 2010–2015 následovaly čtyři jednotky zdokonaleného modelu typ 815G. Následně stavba pokračovala dále vylepšeným typem 815A.
Jednotky typu 815:
| Jméno                            | Verze    | Spuštěna          | Vstup do služby   | Status  |
| -------------------------------- | -------- | ----------------- | ----------------- | ------- |
| Pej-ťi Sing (791, ex 232 a 851)  | Typ 815  |                   | 1999              | aktivní |
| Tchien-wang Sing (793, ex 853)   | Typ 815G | 1. prosince 2009  | 1. prosince 2010  | aktivní |
| Tchien-lang Sing (794, ex 854)   | Typ 815G | 29. března 2014   | 15. února 2015    | aktivní |
| Tchien-čchüan Sing (795, ex 855) | Typ 815G | 28. července 2014 | 1. srpna 2015     | aktivní |
| Chaj-wang Sing (792, ex 852)     | Typ 815G | 22. ledna 2015    | 26. prosince 2015 | aktivní |
| Kchaj-jang Sing (796, ex 856)    | Typ 815A | 22. ledna 2015    | 10. ledna 2017    | aktivní |
| Tchien-šu Sing (797, ex 857)     | Typ 815A | 14. února 2017    | 2017              | aktivní |
| Jü-cheng Sing (798, ex 858)      | Typ 815A | 8. září 2017      | 2018              | aktivní |
| Ťin Sing (799, ex 859)           | Typ 815A | 3. února 2018     | 2018              | aktivní |

## Konstrukce

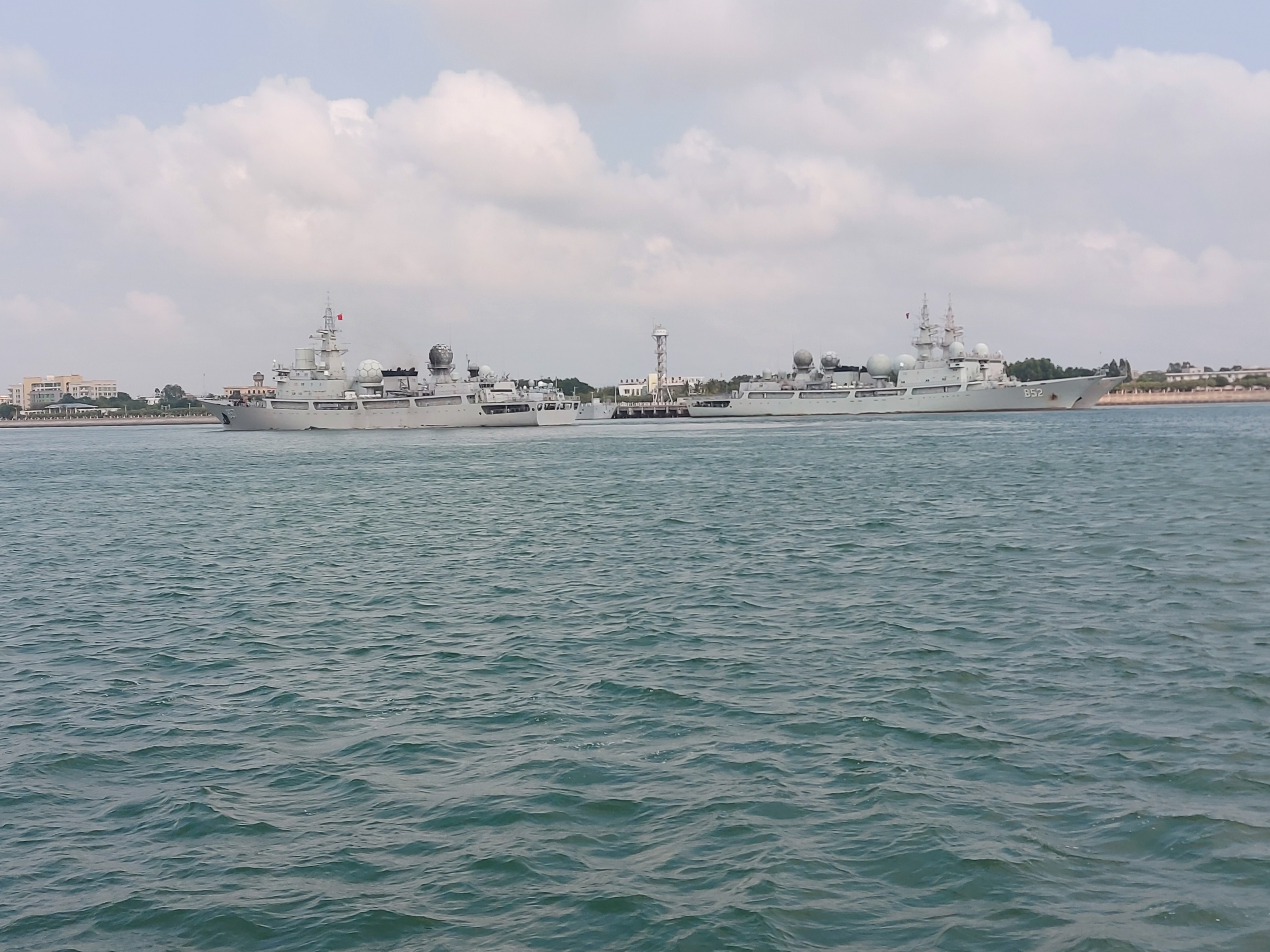
Zpravodajské lodě patří do série typu 815

### Typ 815
Plavidlo je vyzbrojeno jedním 37mm kanónem a dvěma 25mm kanóny. Na nástavbě se nacházely tři parabolické antény, které byly při modernizaci nahrazeny sférickými radomy. Na zádi se nachází přistávací plocha a hangár pro jeden střední vrtulník. Pohonný systém tvoří dva diesely SEMT-Pielstick o výkonu 14 400 bhp, pohánějící dva lodní šrouby. Nejvyšší rychlost dosahuje 20 uzlů a cestovní 17 uzlů.

### Typ 815G
Vizuálně se plavidla liší upraveným tvarem nástavby.

### Typ 815A
Třetí generace této třídy. Vizuálně lze poznat podle jinak tvarovaného radomu na střeše můstku. Plavidla jsou o něco větší (délka 130 metrů). Na nástavbě mají tři až čtyři rozměrné radomy ukrývající elektronické systémy. Plavidla údajnou mohou též sledovat dráhu balistických raket.

## Služba
Prototypová jednotka v roce 2000 nepříjemně překvapila Japonské námořní síly sebeobrany svou přítomností u pobřeží Japonska. Od té doby se čínská zpravodajská plavidla pravidelně objevují u Japonska, Guamu, nebo Havaje, nebo sledují námořní cvičení v Indickém oceánu a Pacifiku (např. mezinárodní cvičení RIMPAC, Malabar, Talisman Sabre). Kromě toho sledují zejména americké, australské, indické a japonské námořnictvo a jejich základny. Roku 2017 jedno plavidlo u pobřeží Queenslandu monitorovalo australsko-americké cvičení Talisman Sabre. Jiné plavidlo se v červenci 2017 pohybovalo u Aljašky, kde nejspíše sbíralo data vysílaná americkým protiraketovým systémem THAAD.